# Scrappy Doo
Scrappy Doo – postać z seriali „Scooby i Scrappy Doo”, „13 demonów Scooby Doo” i filmów „Scooby Doo i bracia Boo”, „Scooby-Doo i oporny wilkołak” oraz „Scooby Doo: Szkoła upiorów” z serii Scooby Doo. Występuje w jednej scenie filmu fabularnego Scooby-Doo. Zostaje również wspomniany w 20 odcinku serialu Scooby Doo i Brygada Detektywów. Widać wtedy jego woskową figurę.
Siostrzeniec Scooby’ego Doo, który w przeciwieństwie do swojego wuja jest bardzo odważny. Wygląda tak jak wujek (jest dogiem niemieckim, ale jest bardzo mały). Myśli, że jego wujek też jest odważny. W Polsce mówi głosem Mieczysława Gajdy (edycja Polskich Nagrań), Cezarego Kwiecińskiego oraz Mieczysława Morańskiego, a w Ameryce Lennie Weinriba (1979–1980) i Dona Messicka (1980–1988).
Scrappy Doo pochodzi z Nowego Jorku.